# 사교계

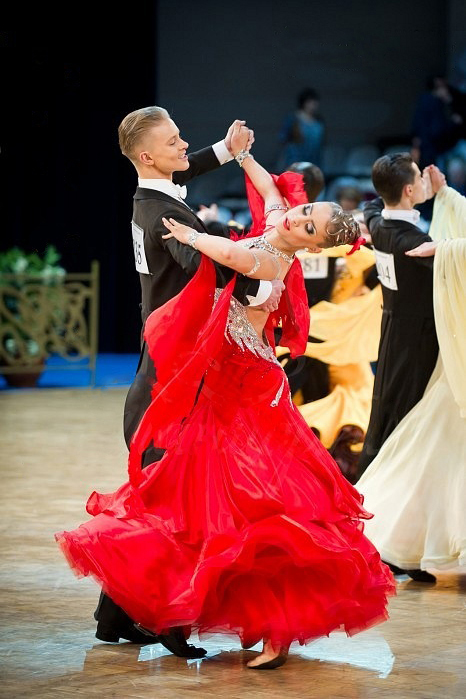
사교계에 참여하는 사람들은 사교춤을 춘다.

사교계(社交界)는 왕족, 귀족, 상류층 등의 사람들이 모여 교류하는 것을 말한다. 작위와 칭호 등을 가지지 않는 사람은 참석할 수 없다. 지적이고 세련된 대화나 행동을 하는 것이 요구된다. 프랑스의 궁정에 기원을 둔 살롱이 유명하다. 영화 《타이타닉》에도 사교계의 모습이 그려져 있다.